# Banque de développement des Comores
 (février 2020).
Pour les articles homonymes, voir BDC.
La Banque de développement des Comores (BDC) est une société d'économie mixte au capital d'un milliard de francs comoriens. 
Elle a été créée en 1982. Elle est présente sur les trois îles (Grande Comore, Anjouan et Mohéli). Son siège social est à Moroni.
Présente depuis plus de 38 ans, la BDC a accompagné nombre de promoteurs avec des crédits d'investissement et des prêts habitat, notamment aux fonctionnaires. Depuis janvier 2008, une redéfinition de la stratégie a été proposée par la création de nouveaux guichets : mésofinance, microfinance, habitat et particuliers en ouvrant ses services pour devenir à l'horizon 2010 une banque commerciale classique. D'ores et déjà, elle finance tous les aspects de la vie économique des entreprises et des particuliers, ainsi que les opérations de commerce international.
Un partenariat actif avec la Banque d'Escompte permet l'ouverture de services bancaires adaptés aux besoins de la diaspora comorienne en France, ainsi qu'un service de transfert de fonds de qualité.

## Ensemble des établissements bancaires
Le système bancaire comorien est constitué de cinq banques : la Banque centrale des Comores (BCC), la Banque pour l'industrie et pour le commerce - Comores (BIC-C), la Banque de développement des Comores (BDC), la "Banque Fédérale de Commerce" (BFC) et l'"EXIM BANK" .Les autres acteurs du système financier comorien sont une Caisse nationale d’épargne (CNE-CCP), deux réseaux mutualistes (MECK et SANDUK), deux sociétés d’assurance (Assurance générale des Comores et Al Amana), et la Société nationale des postes et des services financiers (SNPSF).